# Habropogon verticalis
Habropogon verticalis là một loài ruồi trong họ Asilidae. Habropogon verticalis được Becker miêu tả năm 1913. Loài này phân bố ở vùng Cổ Bắc giới và châu Á.